# جوناثان تشيري
جوناثان تشيري (بالإنجليزية: Jonathan Cherry)‏ (و. 1978  م) هو ممثل مسرحي، وممثل أفلام كندي، ولد في مونتريال.
.

## وصلات خارجية
- جوناثان تشيري على موقع IMDb (الإنجليزية)
- جوناثان تشيري على موقع روتن توميتوز (الإنجليزية)
- جوناثان تشيري على موقع ألو سيني (الفرنسية)
- جوناثان تشيري على موقع أول موفي (الإنجليزية)
- جوناثان تشيري على موقع قاعدة بيانات الأفلام السويدية (السويدية)
- جوناثان تشيري على موقع قاعدة بيانات الفيلم (الإنجليزية)
- جوناثان تشيري على موقع كينوبويسك (الروسية)